# Adela natalensis
Adela natalensis là một loài bướm đêm thuộc họ Adelidae. Loài này có ở Nam Phi.